# Lisa OS
Lisa OS (Lisa Office System) war nach dem Xerox Star (1981) das zweite kommerzielle Betriebssystem mit einer komplett grafischen Benutzeroberfläche. 2023 wurde der erst 2017 wiederentdeckte Quelltext vom Computer History Museum, ansässig in Mountain View, Kalifornien, veröffentlicht.
Es wurde 1983 ausschließlich auf der Apple Lisa von Apple eingesetzt. Es brachte einfaches Multitasking und virtuellen Arbeitsspeicher zum Einsatz, damals extrem fortschrittliche Funktionen für einen Personal Computer. Jedoch ließen die Benutzung von virtuellem Speicher zusammen mit dem relativ langsamen Diskettensystem die Leistung des Systems manchmal sehr langsam erscheinen. Vom Konzept her war Lisa OS an das des Xerox Alto (1973) angelehnt, aus dem auch der Xerox Star hervorging. Lisa hatte vor allem zwei Benutzungsmodi: das grafische Officesystem und den textbasierten Workshop.
Der Workshop war eine fast vollständig textbasierte Programmierumgebung, die jedoch einen Editor mit grafischer Benutzeroberfläche einsetzte.
Das Officesystem kam mit einem Tabellenkalkulationsprogramm (LisaCalc und LisaList), einem Programm zur Grafikerstellung (LisaGraph), einem Projektverwaltungsprogramm mit integriertem Program evaluation and review technique/Gantt-Diagramm (LisaProject), einem Zeichenprogramm (LisaDraw) und optional einem DEC VT/ANSI Terminalemulator (LisaTerminal) aus.
Nachdem der Computer jedoch zu teuer war und der Absatz der Lisa sich nicht einstellen wollte, führte letztlich der Misserfolg von Lisa und Lisa OS zur Entwicklung des Macintosh und der Macintosh System Software – ohne Multitasking und virtuellen Speicher.
Als Macintosh XL wurden große Teile von Lisa weiter verwendet, weshalb er auch als Lisa 2 angesehen werden kann. Der Macintosh XL ist zwar voll mit Lisa OS kompatibel, kann jedoch das Nachfolgebetriebssystem Macintosh System Software nicht nativ ausführen – das mitgelieferte Emulationsprogramm MacWorks XL (bzw. dessen neuere Version MacWorks Plus und Plus II) erlaubt es jedoch auf dem Macintosh XL System 1.1 bis 7.5.5 auszuführen.